# 生產中心
生產中心又稱分娩中心，是一个为孕婦提供分娩服务的医疗机构，生產中心內有接生員、产科医生以及護理員。接生員们負責在孕婦分娩过程中监控产妇和胎兒。护理员可以协助接生員，使得孕婦分娩更容易。如果孕婦需要额外的医疗援助，生產中心可以將孕婦轉移至医院 。
与医院产房相比，分娩中心提供了更像家一样的环境，通常孕婦在分娩期间有更多的选择：食物和饮料，音乐以及家人和朋友的陪伴（如果需要）。孕婦在分娩后的停留时间较短；有时孕婦在分娩后仅六个小时就可以和婴儿回家  。